# Cyanallagma bonariense
Cyanallagma bonariense là một loài chuồn chuồn kim trong họ Coenagrionidae.
Loài này được xếp vào nhóm Loài ít quan tâm trong sách Đỏ của IUCN năm 2007.
Cyanallagma bonariense được Ris miêu tả khoa học năm 1918.